# Johannes Magirus (omkring 1560–1596)

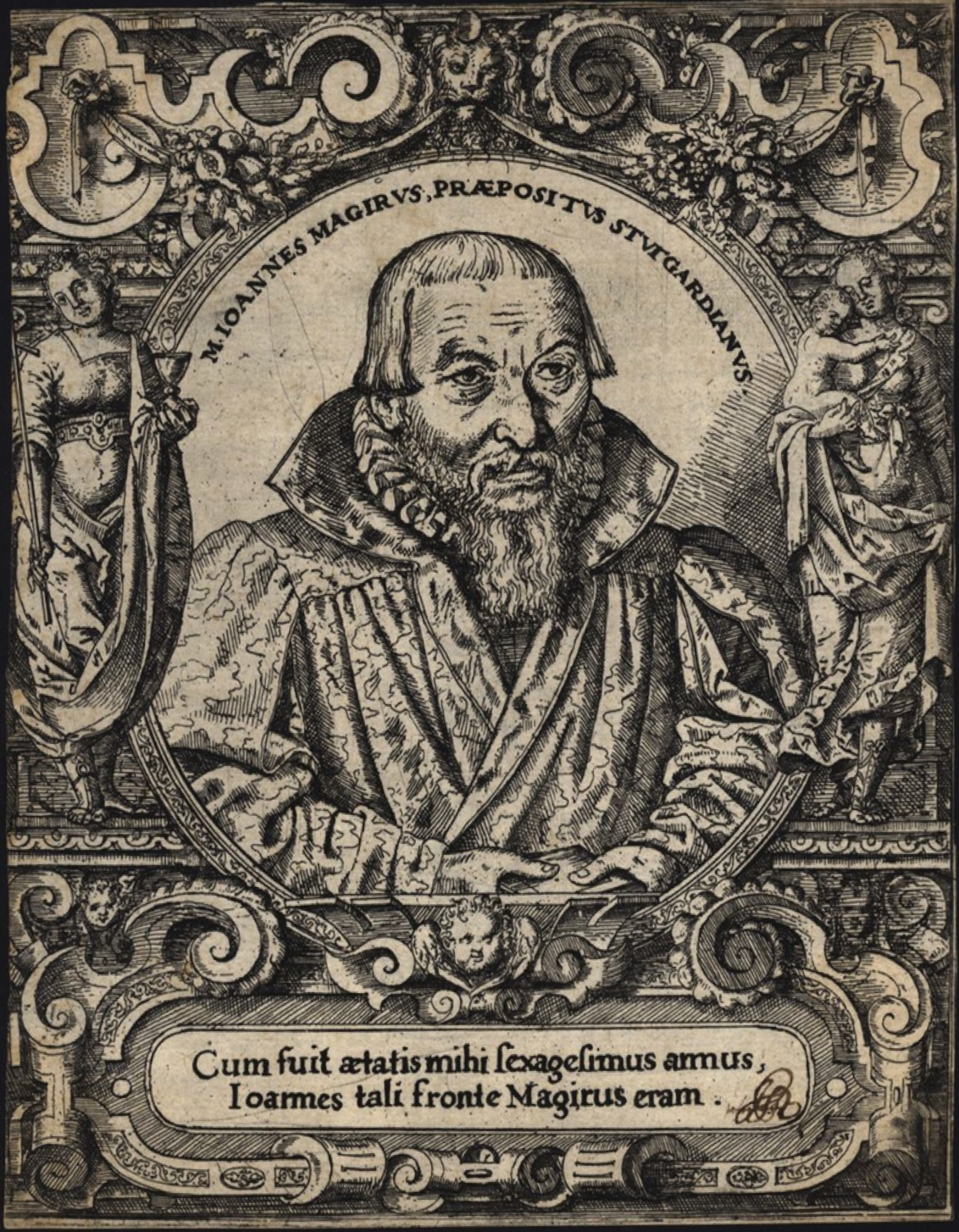
Johannes Magirus.

Johannes Magirus, född omkring 1560 i Fritzlar, död 1596 i Marburg,  var en tysk läkare.
Magirus var medicine professor vid Marburgs universitet. Från trycket utgavs postumt hans i manuskript förut vid universitetsundervisningen i Tyskland mycket använda Anthropologia (1603), Physiologia peripatetica (1605) och Pathologia (1615). "Physiologia peripatetica" har spelat en roll i Sveriges undervisningsväsen, i det att 1626 års universitetskonstitutioner föreskrev, att en av de medicine professorerna skulle föreläsa över denna, och den var också källan för de första botaniska avhandlingarna i Sverige (Johannes Chesnecopherus på 1620-talet). Detta verks egenskap av fysikens och naturalhistoriens kanoniska bok i Sverig upphörde först sedan Petrus Hoffvenius 1678 utgivit sin Svnopsis physica.